# Los Coronas
Los Coronas és un grup madrileny de música surf i rock instrumental.
Fernando Pardo i David Krahe fundaren el grup l'any 1991 sota la influència de Dick Dale i The Ventures. El seu nom fa referència a Corona, la localitat californiana on Fender va ubicar la seva primera fàbrica de guitarres fins al 1991, any en què es va traslladar a Arizona. Alguns temes seus han aparegut en pel·lícules com Airbag o Abre los ojos, així com en diversos curtmetratges.

## Discografia
- Señales de humo (Tritone Records, 2017)[3]
- Nueva dimensión vital (Subterfuge Records, 2016)
- El extraño viaje (EP, Tritone Records, 2013)
- Adiós Sancho (Tritone Records, 2013)[4]
- The News Today (Subterfuge Records, 2011)
- Dos bandas y un destino. El Concierto (Subterfuge Records, 2011
- Dos bandas y un destino (EP, Subterfuge Records, 2010)
- Have a cocktail with... Los Coronas & The Hi-Risers (10') (Gaztelupeko Hotsak, 2009)
- El baile final de los locos y los cuerdos (Bittersweet Recordings, 2009)
- Surfin' Tenochtitlan (recopilatori, Gaztelupeko Hotsak, 2006)
- Caliente caliente (Tritone Records, 2004)
- The vivid sounds of (recopilatori, El Toro Records, 2003)
- Gen-U-Ine sounds (Tritone Records, 1996)
- Los Coronas (Tritone Records, 1995)
- Tormenta (EP, Animal, 1992)